# Carl Hermann Merck

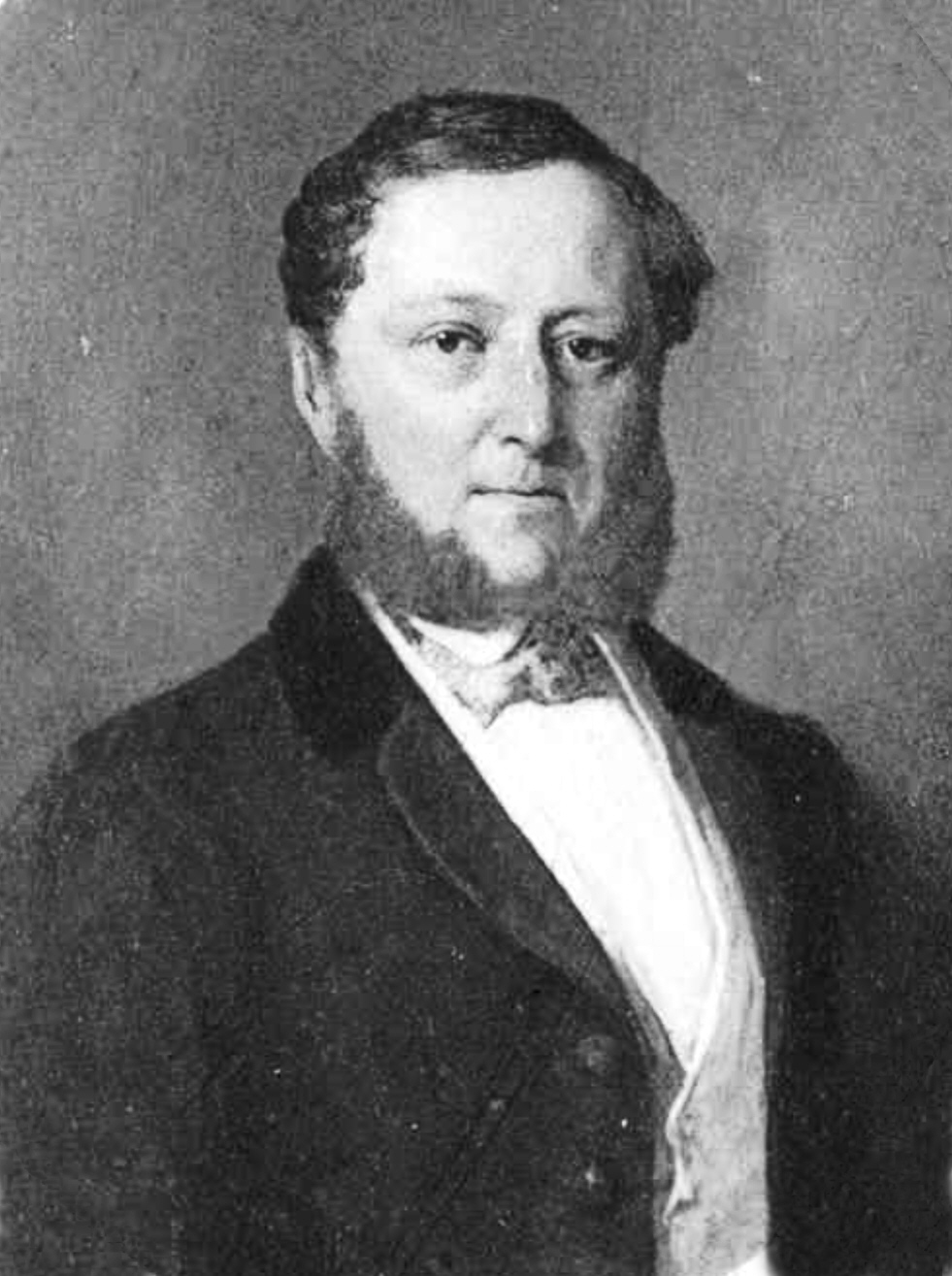
Carl Hermann Merck

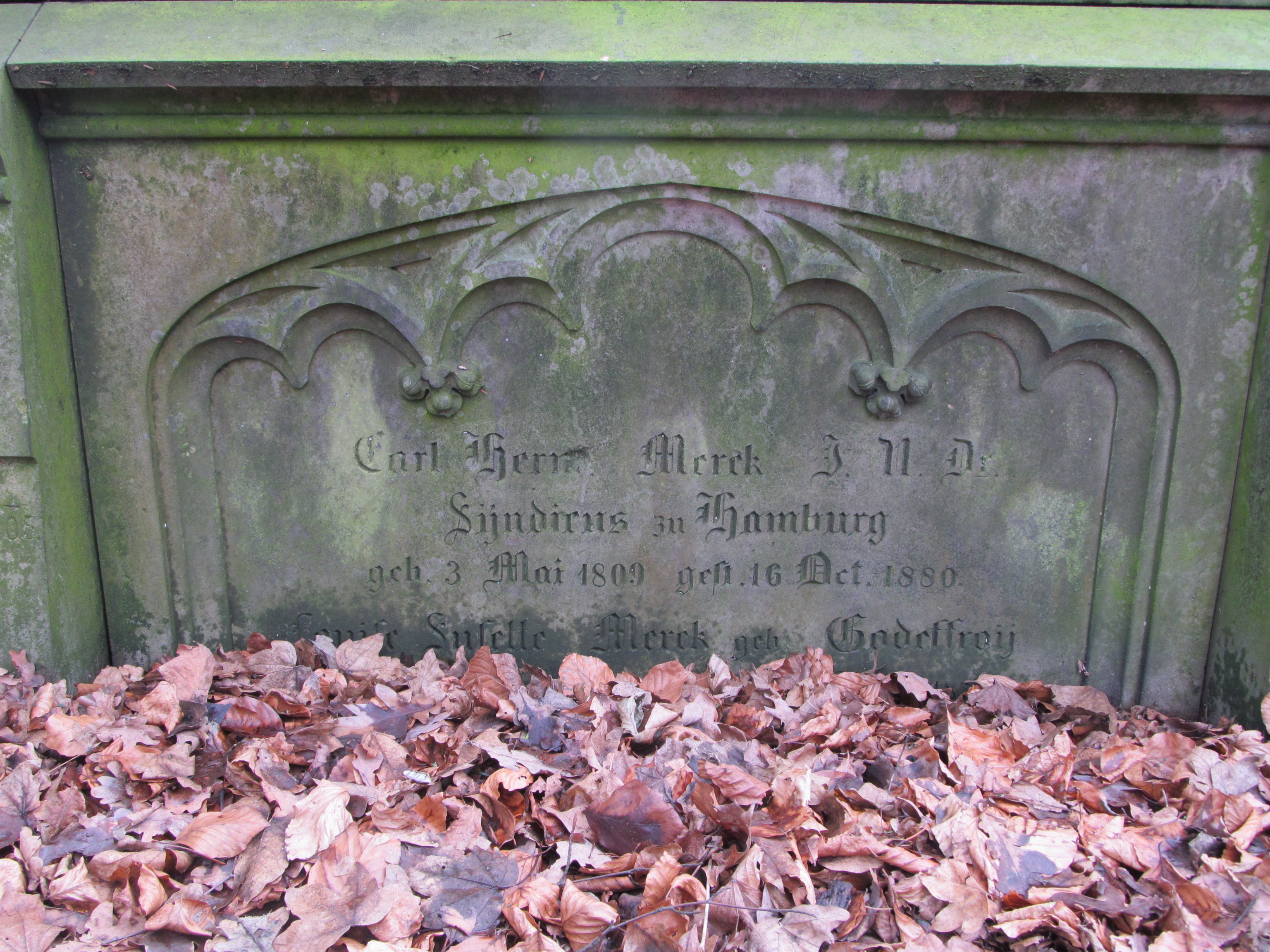
Epitaph für Carl Hermann Merck am Familiengrabmal im heutigen Jacobipark in Hamburg-Eilbek

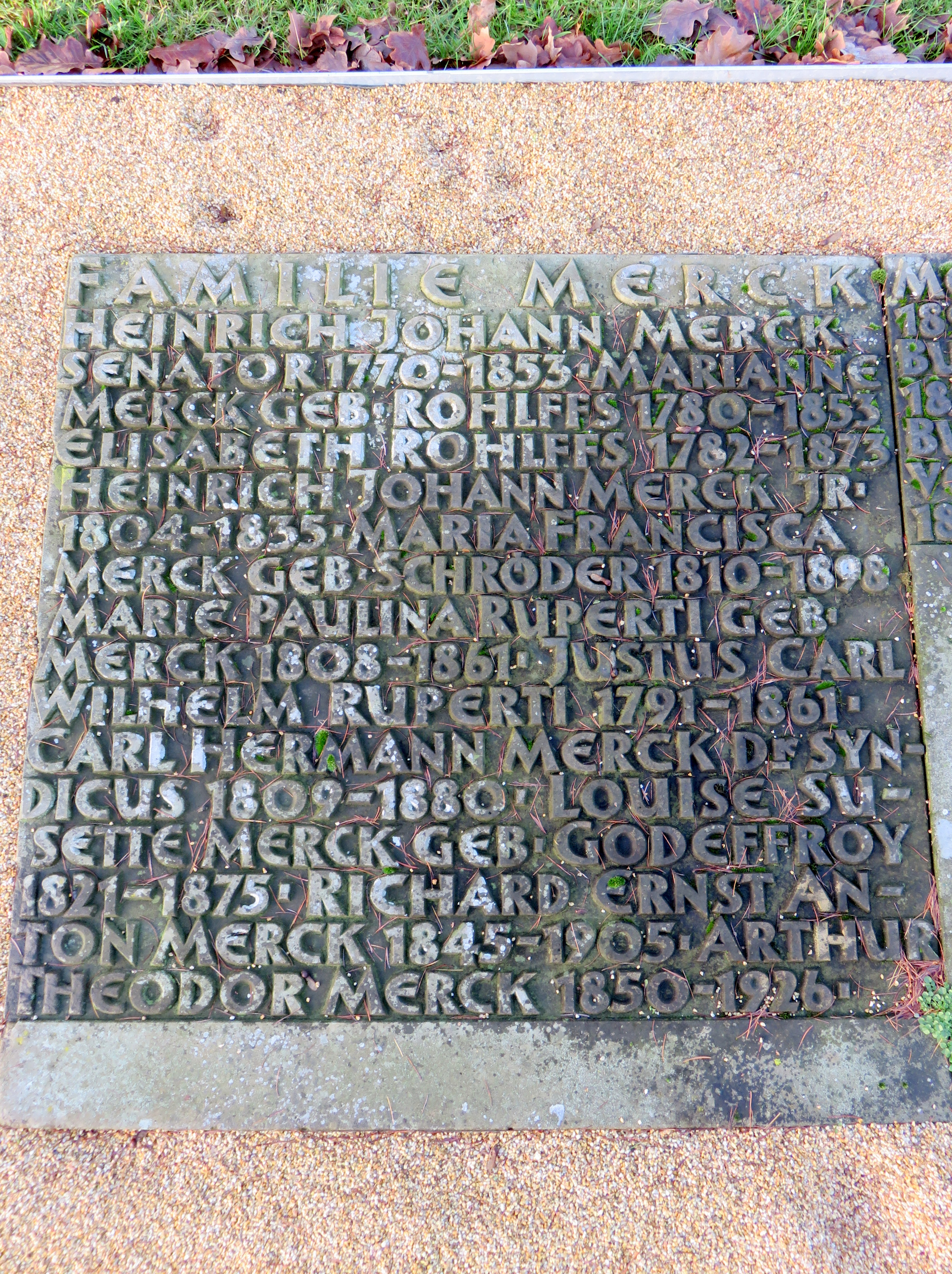
Carl Hermann Merck, Louise Susette Merck geb Godeffroy,
Friedhof Ohlsdorf

Carl Hermann Merck (* 3. Mai 1809 in Hamburg; † 16. Oktober 1880 ebenda) war ein Hamburger Beamter und ein einflussreicher Hamburger Politiker.

## Leben
Merck war ein Sohn des Kaufmanns und Senators Heinrich Johann Merck, und ein Stiefbruder des Unternehmers Ernst Merck. Zwei Monate nach seiner Geburt verstarb seine Mutter Maria Catharina Danckert. Nachdem Merck anfänglich das Johanneum in Hamburg besucht hatte, wechselte er im Jahre 1825 auf das Ernestinum Rinteln.
Anschließend studierte er in Leipzig, Göttingen und Heidelberg Rechtswissenschaften und schloss seine Studienzeit 1831 mit Erlangung des Doktortitels in Heidelberg ab. In Heidelberg wurde er Mitglied des Corps Vandalia.
Merck verfügte über ein ererbtes Vermögen, das es ihm erlaubte, die folgenden acht Jahre reisend im Ausland zu verbringen. Zwar war er nebenbei für die Firma seines Vaters tätig, vornehmlich aber wollte er andere Länder besser kennenlernen, in denen er teilweise auch längere Zeit lebte: England, Frankreich, Schweiz, Italien, Griechenland, Türkei und Ägypten. Er kehrte Ende der 1830er Jahre nach Hamburg zurück.
Er beteiligte sich in Hamburg an der Gründung des Unternehmens der Hamburg-Bergedorfer Eisenbahn, für deren Gesellschaft er sich sehr engagierte und deren später erfolgte Übernahme durch die Berlin-Hamburger Eisenbahn-Gesellschaft er verhandelte.
An den Wiederaufbauplanungen und Hilfsaktionen in Hamburg nach dem Großen Brand war Merck führend beteiligt. 1843 wurde er deshalb zum Rathssekretär berufen und schon vier Jahre später zum Senatssyndicus gewählt. Wenig später übernahm er vollständig den Aufgabenbereich auswärtige Angelegenheiten, den er bis zu seinem Tod innehatte.
War die Position des Syndikus in Hamburg ursprünglich zwischen Bürgermeister und Senator angesiedelt, wurde dies mit der neuen Verfassung von 1861 geändert und der Rang des Syndikus zurückgestuft. Für Merck wurde aber eine Ausnahme gemacht, ihm stand die Anrede Magnifizenz weiterhin zu.
Merck war eine einflussreiche Persönlichkeit des Senats. Obwohl er kein Stimmrecht hatte, bestimmte er über 30 Jahre wesentlich die auswärtige Politik. Seine politischen Einstellungen lassen sich am besten als althamburgischen Partikularismus beschreiben, er war vor allem auf Hamburgs Unabhängigkeit bedacht und stand daher dem preußischen Staat äußerst reserviert gegenüber.
Carl Merck heiratete am 7. Juli 1841 mit Louise Susette Godeffroy (1821–1875). Sie hatten vier gemeinsame Kinder. Der zweite Sohn Carl Hermann Jasper Merck (1843–1891) war Senatssekretär und Senatssyndikus.
Carl Merck gehörte 1836 gemeinsam mit seinem Bruder Ernst und einigen anderen unter der Führung von Cesar Godeffroy zu den Gründer des „Der Hamburger Ruderclub“, der knapp 100 Jahre später mit dem „Germania Ruderclub“ vereinigt wurde.

## Sonstiges
Mitte der 1850er Jahre erwarb Merck das Gelände, das später der Hessepark werden sollte und bewohnte den dortigen Landsitz in den Sommermonaten. 1876 verkaufte er das Gelände wieder.
An Carl Hermann Merck und seine Ehefrau Louise wird auf der Sammelgrabplatte Familie Merck des Althamburgischen Gedächtnisfriedhofs, Friedhof Ohlsdorf, erinnert.